# Felia Doubrovska
Felia Doubrovska (* 13. Februar 1896 in  St. Petersburg; † 18. September 1981 in New York) war eine russische Tänzerin und Lehrerin.

## Leben
Felia Doubrovska erhielt 1913 von der Imperial Ballet School einen Abschluss in Ballett und trat am Mariinski-Theater auf. Sie heiratete Pierre Vladimiroff, mit dem sie ab 1920 im Ballettensemble Ballets Russes tanzte. Sie starb im Alter von 85 Jahren an einem Herzinfarkt im New Yorker Stadtteil Manhattan.